# Michael von Braganza

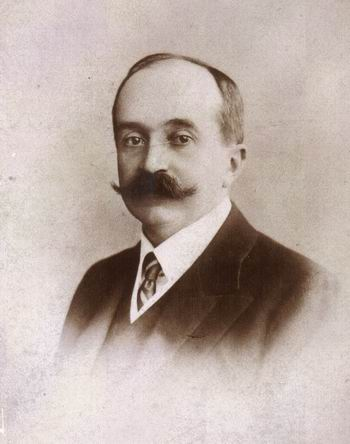
Michael von Braganza

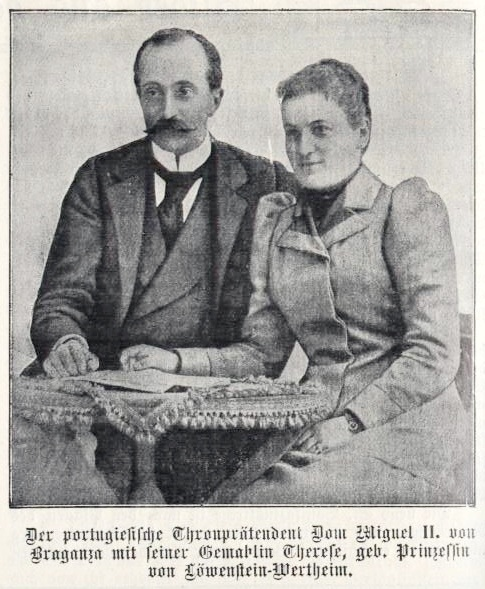
Herzog Michael und seine Gattin Maria Theresia zu Löwenstein-Wertheim-Rosenberg, 1908

Michael bzw. Miguel Maria Carlos Egídio Constantino Gabriel Rafael Gonzaga Francisco de Paula e de Assis Januário von Braganza, von den portugiesischen Legitimisten als 22. Herzog von Braganza geführt (* 19. September 1853 in Kleinheubach; † 11. Oktober 1927 in Seebenstein, Österreich), war ältester Sohn des Königs Michael I. von Portugal und seiner Frau Adelheid von Löwenstein-Wertheim-Rosenberg und portugiesischer Thronprätendent.

## Leben
Nach seinem Studium in Metz und Innsbruck diente Herzog Michael von Braganza als Offizier im österreichisch-ungarischen Heer und schied beim Eintritt Portugals in den Ersten Weltkrieg aus dem aktiven Dienst aus. Seit 12. Oktober 1917 hatte er den Rang eines k.u.k. Feldmarschallleutnants inne. Er engagierte sich von nun an im übernationalen Malteserorden. Da er Portugal nicht betreten durfte, lebte er mit seiner Familie im Prälatenbau von Kloster Bronnbach (heute Wertheim), ab 1917 überwiegend auf dem (nicht mehr existenten) Neuen Schloss zu Seebenstein bei Wien, wo Herzog Michael 1927 verstarb. Er wurde nach Bronnbach überführt und vor dem Chorbereich der Klosterkirche Mariä Himmelfahrt bestattet. Dorthin waren bereits seine beiden Söhne aus erster Ehe 1923 überführt und beigesetzt worden.

## Familie
Am 17. Oktober 1877 heiratete Miguel in Regensburg Prinzessin Elisabeth von Thurn und Taxis (1860–1881), Nichte der Kaiserin Elisabeth von Österreich. Sie hatten drei Kinder:
- Prinz Michael Maria Sebastian Maximilian Raphael Gabriel Gonzaga Franz von Assisi und von Paola Eustach Karl Alfons Joseph Heinrich Albert Clemens Ignatius Martin Antonius Gerhard Georg Emmerich Moritz von Braganza, Herzog von Viseu (1878–1923), ⚭ Anita Stewart
- Prinz Franz Joseph Gerhard Maria Georg Humbert Antonius Heinrich Michael Raphael Gabriel von Braganza (1879–1919)
- Prinzessin Maria Theresa Karolina Michaela Anna Josephina Antonia Franziska von Assisi und von Paola Brigitta Pia Gerhardina Severina Ignatia Luisa Stanislaus Johanna Polykarpa von Braganza (1881–1945) ⚭ Prinz Karl Ludwig von Thurn und Taxis

Nach dem frühen Tod seiner ersten Frau heiratete er am 8. November 1893 auf Schloss Kleinheubach seine Cousine Prinzessin Maria Theresia zu Löwenstein-Wertheim-Rosenberg (1870–1935). Sie hatten acht Kinder:
- Prinzessin Elisabeth Maria Alberta Josepha Michaela Gabriela Raphaela Franziska von Paola und von Assisi Theresa Adelheid Eulalia Sophia Karolina von Braganza (1894–1970) ⚭ Franz Joseph von Thurn und Taxis
- Prinzessin Maria Benedikta Clara Sophia Aloisia Michaela Gabriela Raphaela von Braganza (1896–1971)
- Prinzessin Mathilde Maria Adelgunde Henriette von Braganza (1898–1918)
- Prinzessin Maria Anna Raphaela Michaela Gabriela Laurentia von Braganza (1899–1971) ⚭ Karl August von Thurn und Taxis
- Prinzessin Maria Antónia Michaela Raphaela Gabriela Adelheid Xaver Josepha Expedita Gregoria von Braganza (1903–1973) ⚭ Sidney Ashley Chanler
- Prinzessin Philippa Maria Anna Johanna Michaela Raphaela von Braganza (1905–1990)
- Prinz Duarte Nuno von Braganza (1907–1976), Chef des alten Hauses Portugal
- Maria Adelheid Emmanuela Amelia Michaela Gabriela Raphaela von Braganza (1912–2012) ⚭ Nicolaas Johannes Maria van Uden

Am 31. Juli 1920 bestimmte der im Exil lebende König von Portugal Emanuel II. testamentarisch den Sohn Michaels von Braganza, Duarte II. Nuno (1907–1976) zu seinem Nachfolger als Familienoberhaupt. Dessen Sohn, Duarte Pius von Braganza (* 1945), ist der heutige (2017) Thronprätendent und Chef des Hauses Braganza.